# Хронология человеческой еды и питания

## Доисторические времена
- 5-2 миллиона лет назад: гоминиды отходят от употребления орехов и ягод и начинают употреблять мясо[1][2].

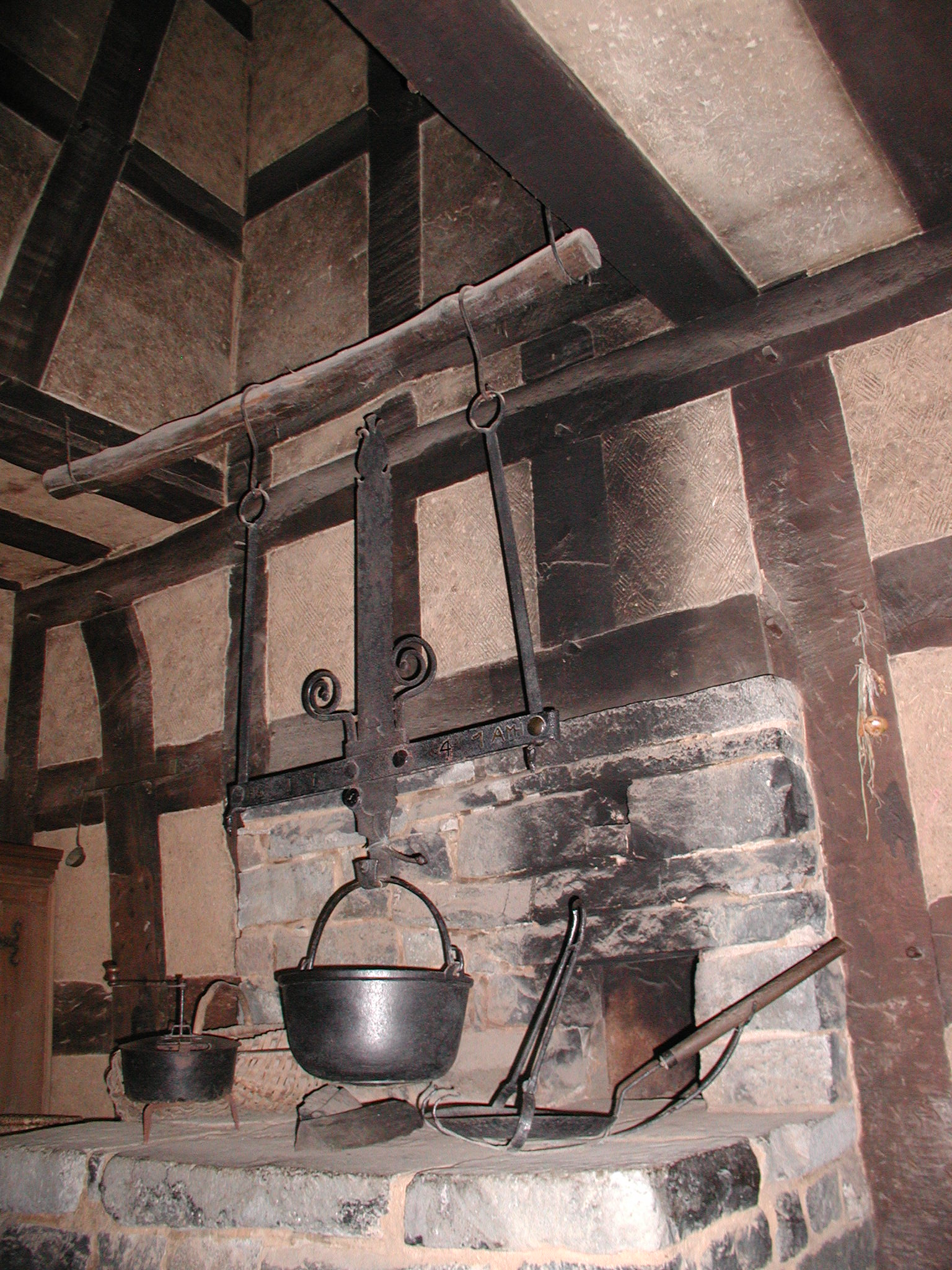
Очаг с кухонными принадлежностями

- 2,5-1,8 миллиона лет назад: Открытие использования огня и совместное использование выгод от него, возможно, создали чувство совместного использования в группе. Самая ранняя оценка изобретения кулинарии, сделанная путём филогенетического анализа[3].
- 250 000 лет назад: появляются очаги, согласно археологическим оценкам, происходит изобретение кулинарии[4].
- 170 000 лет назад: приготовлены крахмалистые корни и клубни в Африке[5][6]
- 40 000 лет назад: Первые свидетельства употребления рыбы человеком: изотопный анализ останков скелета Тяньюаньского человека из Восточной Азии, показал, что он регулярно потреблял пресноводную рыбу[7][8].
- 30 000 лет назад: самые ранние археологические свидетельства существования муки, которая, вероятно, перерабатывалась в пресный хлеб, относятся к верхнему палеолиту в Европе[9].
- 25 000 лет назад: Появляется палочка-заглотыш, своего рода рыболовный крючок[10].
- 13 000 г. до н. э.: Спорные свидетельства о древнейшем выращивании риса в Корее[11]. Их 15 000-летний возраст бросает вызов общепринятому мнению о том, что выращивание риса зародилось в Китае около 12 000 лет назад[11]. Эти выводы были восприняты научными кругами с сильным скептицизмом[12], а результаты и их публикация были названы обусловленными сочетанием националистических и региональных интересов[13].
- 11 500-6 200 гг. до н. э.: Генетические данные, опубликованные в Трудах Национальной академии наук Соединённых Штатов Америки (PNAS), показывают, что все формы азиатского риса, как индийский, так и японский, произошли от одного одомашнивания, произошедшего 8 200-13 500 лет назад. назад в Китае дикого риса Oryza rufipogon[14].

## Неолит

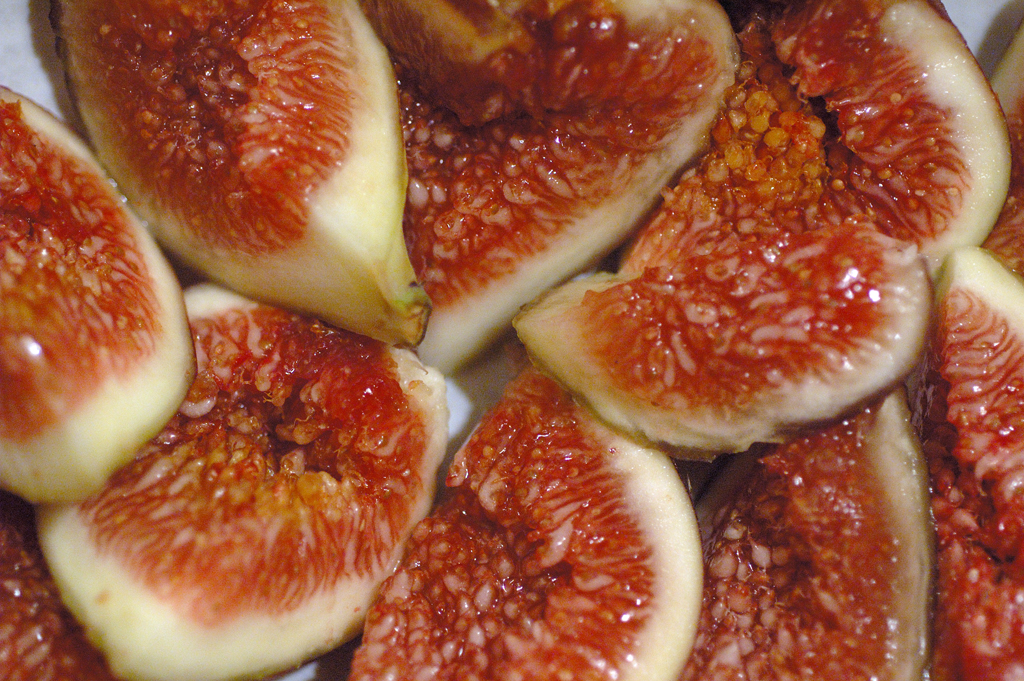
Свежий инжир разрезан, видны мякоть и семена внутри

- ~9300 г. до н. э.: Инжир выращивают в долине реки Иордан[15]
- ~8000 г. до н. э.: в Мексике выращивали тыкву.
- 8000-5000 гг. до н. э.: Археологические и палеоэкологические свидетельства выращивания бананов на болоте Кук в провинции Западный Хайленд в Папуа-Новой Гвинее[16][17].
- 8000-5000 гг. до н. э.: Самое раннее свидетельство одомашнивания картофеля в окрестностях озера Титикака[18].
- ~8000 г. до н. э.: народы эпохи неолита собирали дикие оливки[19]
- ~7000 г. до н. э.: Выращивание зерновых в Сирии[15]
- ~7000 г. до н. э.: Фермеры в Китае начали выращивать рис и просо, используя искусственные наводнения и пожары как часть своего режима выращивания[15].
- ~7000 г. до н. э.: В Мексике начали появляться растения, похожие на кукурузу, полученные из дикого теозинта[15].
- ~7000 г. до н. э.: китайские деревенские жители варили сброженные алкогольные напитки в небольших и индивидуальных масштабах, используя производственный процесс и методы, аналогичные тем, которые применялись в Древнем Египте и Месопотамии[20].
- ~7000 г. до н. э.: овцы, происходящие из Западной Азии, были одомашнены с помощью собак до появления оседлого земледелия[21]
- 6570-4530 гг. до н. э.: Самая ранняя и противоречивая оценка выращивания риса в Индии[22].
- 6140-4550 гг. до н. э.: Археологические свидетельства переработки и длительного хранения рыбы на стоянке Атлит-Ям, на территории современного Израиля[23].
- ~6000 г. до н. э.: На Южном Кавказе впервые начали выращивать виноград для производства вина[24].
- ~5500 г. до н. э.: Самые ранние достоверные свидетельства производства сыра в Куявах, Польша[25][26].
- ~5000 г. до н. э.: После того, как было установлено оседлое земледелие, в Месопотамии был одомашнен крупный рогатый скот[21]:5
- ~5000 г. до н. э.: появляются современные сорта кукурузы[15].
- ~5000 г. до н. э.: Фасоль начинают выращивать в Америке[27]
- ~5000 г. до н. э.: Окаменелые останки, возможно, культивируемых клубней картофеля на полу пещеры в каньоне Чилка[18].

## 4000-1 гг. до н. э.

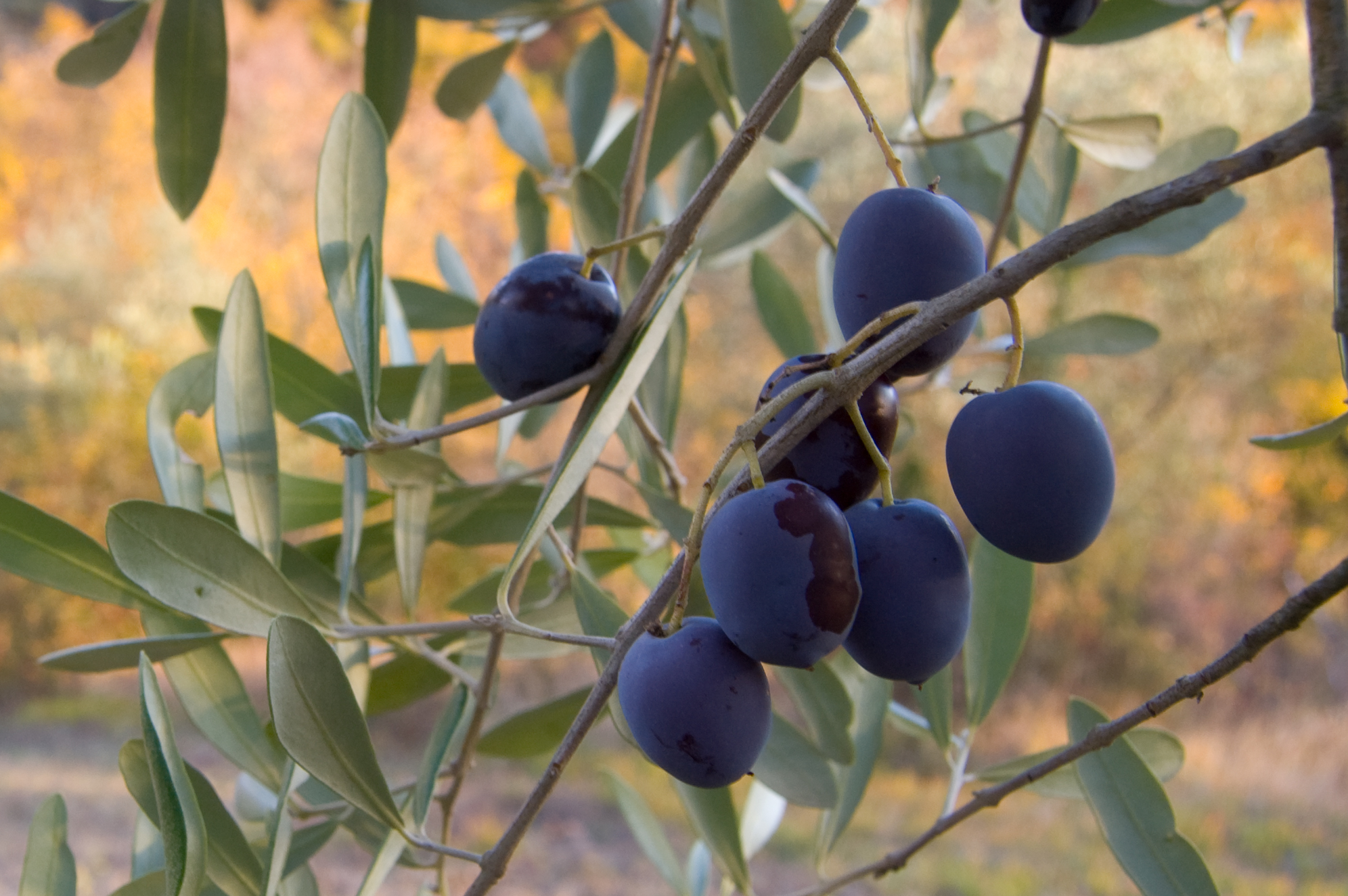
Созревающие оливки

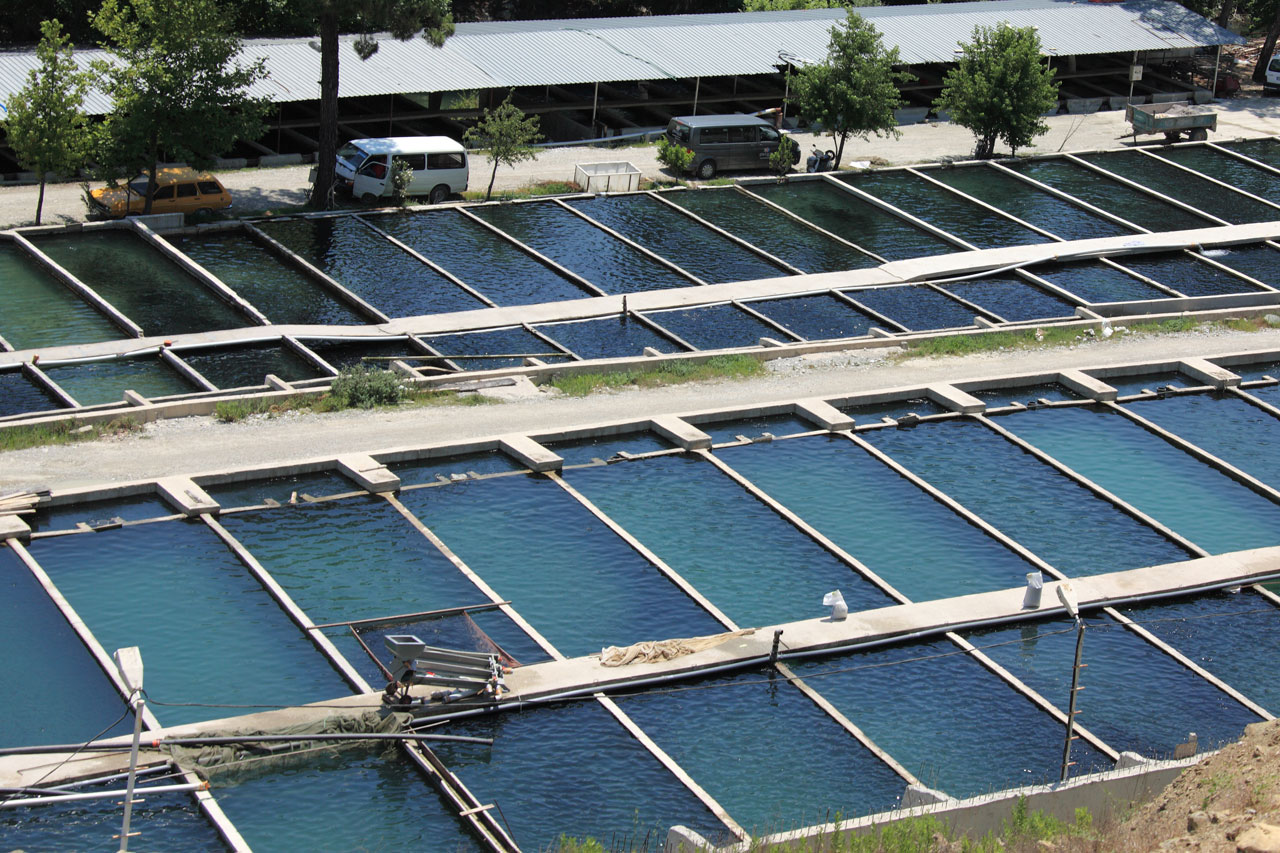
Современная аквакультура

- Самые ранние археологические свидетельства существования квасного хлеба относятся к Древнему Египту. Степень закваски хлеба в Древнем Египте остаётся неясной[28].
- 4500-3500 гг. до н. э.: самые ранние явные свидетельства одомашнивания оливок и добычи оливкового масла[29]
- ~4000 г. до н. э.: Арбуз, первоначально одомашненный в Центральной Африке, становится важной сельскохозяйственной культурой в Северной Африке и Юго-Западной Азии[30].
- ~4000 г. до н. э.: Сельское хозяйство достигает северо-восточной Европы.
- ~4000 г. до н. э.: Задокументировано производство молочных продуктов в Сахаре[31].
- 4000 г. до н. э.: найдены семена цитрона в раскопках в Месопотамии[32].
- ~3900 г. до н. э.: В Месопотамии (Древний Ирак) ранним свидетельством существования пива является шумерская поэма в честь Нинкаси, богини-покровительницы пивоварения, которая содержит старейший сохранившийся рецепт пива, описывающий производство пива из ячменя и хлеба[33].
- ~3500 г. до н. э.: Пиво производится на территории современного Ирана.
- ~3500 г. до н. э.: Аквакультура в Китае начинается с выращивания обыкновенного карпа[34].
- ~3500-3000 гг. до н. э.: В древней Месопотамии и Египте было выведено несколько пород овец[21]:3.
- ~3000 г. до н. э.: Пальмовое масло найдено в гробнице в Абидосе[35].
- ~3000 г. до н. э.: Выращивание винограда для производства вина распространилось на Плодородный полумесяц, долину реки Иордан и Египет[24].
- ~3000 г. до н. э.: Подсолнухи впервые начали выращивать в Северной Америке[15].
- ~3000 г. до н. э.: В Андах Южной Америки выращивается картофель[15].
- ~3000 г. до н. э.: Археологические свидетельства выращивания арбузов в Древнем Египте. На настенных росписях появились арбузы; семена и листья клали в гробницы[30].
- ~3000 г. до н. э.: Пиво распространилось по Европе германскими и кельтскими племенами[36]
- ~3000 г. до н. э.: В двух алебастровых кувшинах, найденных в Саккаре и датируемых Первой династией Египта, содержался сыр[37]. Они были помещены в гробницу около 3000 г. до н.э[38].
- ~2500 г. до н. э.: Известно, что домашние свиньи, произошедшие от диких кабанов, существовали около 2500 г. до н. э. на территории современной Венгрии и Трои; более ранняя керамика из Иерихона и Египта изображала диких свиней[21]:8.
- ~2500 г. до н. э.: Жемчужное просо было одомашнено в регионе Сахель в Западной Африке, что свидетельствует о выращивании жемчужного проса в Мали[39].
- 2500—1500 гг. до н. э.: временной диапазон нескольких мест с археологическими свидетельствами употребления и выращивания картофеля на южноамериканском континенте[18].
- 2000—1500 гг. до н. э.: Начало выращивания риса в верхнем и среднем Ганге[22].
- ~2000 г. до н. э.: На фресках египетских гробниц обнаружены визуальные свидетельства египетского сыроделия[40].
- ~ 1900 г. до н. э.: Свидетельства существования сыра (GA.UAR) в шумерских клинописных текстах Третьей династии Ура[41]
- ~1900 г. до н. э.: Свидетельства употребления шоколадных напитков у Мокая и других доольмекских народов[42]
- ~1500 г. до н. э.: Рис выращивают в районе Нигера[22].
- ~1100 г. до н. э.: Египтяне могли купить плоский (пресной) хлеб под названием «та» в ларьках на деревенских улицах[43].
- ~1000 г. до н. э.: Выращивание риса распространяется на Ближний Восток и на Мадагаскар[22].
- ~ 1000 г. до н. э.: Нижняя граница выращивания огурцов в Западной Азии[30].
- V век до н. э.: Гарум использовался в греческой кухне[44]
- ~400 г. до н. э.: Подтверждённые письменные свидетельства о древнем производстве пива в Армении из «Анабасиса» Ксенофонта[45][46]
- 327—324 гг. до н. э.: Экспедиция Александра Македонского в Индию принесла римлянам знания о рисе. Однако рис не стал культивироваться: вместо этого римляне предпочитали импортировать рисовое вино[22].
- ~300 г. до н. э.: Цитрон привезён в Грецию Александром Македонским[32].
- ~200 г. до н. э.: Цитрон завезён в Палестину греческими колонистами[32].
- I век до н. э.: Гораций упоминает испанский гарум (Сатиры , II.8.46); Испания доминирует на рыбном рынке[44].

## 1-1000
- VIII век: Оригинальный вид суши, известный сегодня как наредзуси (馴れ寿司, 熟寿司), впервые разработанный в Юго-Восточной Азии и распространившийся на юг Китая, завезён в Японию[47][48].
- VIII век: В монастырских хрониках упоминается о перевозке Рокфора через Альпы[49].
- 9 век: Первые упоминания о выращивании огурцов во Франции[30]
- ~800: Треска становится важным экономическим товаром на международных рынках. Этот рынок просуществовал более 1000 лет, пережив Чёрную смерть, войны и другие кризисы, и до сих пор является важным норвежским рыбным товаром[50].
- ~800: К этому времени арбуз достигает Индии[30].
- 822: Первое упоминание о добавлении хмеля в пиво принадлежит Каролингскому аббату Адаларду из Корби[51].
- 879: Впервые упоминается сыр горгонзола[49].
- 961: Сообщается, что арбузы, завезённые маврами, выращиваются в Кордове, Испания[30].
- 997: Термин «пицца» впервые появляется «в латинском тексте из южноитальянского города Гаэта […], в котором утверждается, что арендатор определённого имущества должен передать епископу Гаэты „двенадцать пицц“. '] каждое Рождество и ещё двенадцать каждое пасхальное воскресенье»[52][53].

## 1000—1500

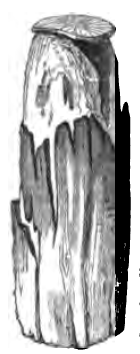
«Болотное масло» из «Описательного каталога древностей» в музее Королевской ирландской академии, 1857 г.

- 11-14 века: В Ирландии хранят и выдерживают масло в торфяниках, известное как «болотное масло». Эта практика фактически прекратилась к 19 веку[54].
- XII век: старейший экспорт сливочного масла в Европу из Скандинавии[54].
- ~1100: Норманны завозят вафли из Франции в Британию . Они были похожи на пирожное, но не такие хрустящие, как то, что мы сегодня называем вафлями[55].
- ~1100: Арбузы достигают Китая[30].
- 1158: Свидетельства выращивания арбузов в Севилье[30].
- 1170: Задокументировано сыр Чеддер : в трубочном рулоне короля Генриха II от 1170 года записана покупка 10 240 фунтов (4640 кг) по фартингу за фунт (на общую сумму 10,13 шиллингов 4 пенса, около 10,67 фунтов стерлингов в десятичной валюте)[56].
- 14 век: Первые записи о выращивании огурцов в Великобритании[30].
- 15 век: португальцы начали ловить треску[57]
- ~1450: Письменные записи об использовании пальмового масла в пищу европейскими путешественниками в Западную Африку[35].
- 1494: Первое упоминание о выращивании огурцов испанцами на Эспаньоле , Карибские острова[30].
- 15-16 века: Рис попадает в Карибский бассейн[22].

## 16 век
- 1516: Вильгельм IV , герцог Баварский, принял Reinheitsgebot (закон о чистоте), возможно, самый старый регламент качества пищевых продуктов, который всё ещё используется в 21 веке, согласно которому единственными разрешёнными ингредиентами пива являются вода, хмель и ячменный солод[58].
- 1535: Испанские завоеватели впервые видят картофель[59].
- ~1550: Первое упоминание о выращивании огурцов в Северной Америке[30].
- ~1570: Первые образцы картофеля, вероятно, достигают Испании[18].
- 1573: Картофель закупается в Госпитале де ла Сангре в Севилье[18].
- 1576: Испанские поселенцы выращивают во Флориде арбузы[30].
- 1578: Сэр Фрэнсис Дрейк во время своего кругосветного путешествия встречает картофель. Однако обратно в Великобританию картофель он не привозит, вопреки распространённому заблуждению[18].
- 1583—1613: Гуаман Пома де Айала пишет хронику инков, в которой описывает и изображает выращивание картофеля и кукурузы[22].
- 1585: Первая зарегистрированная поставка шоколада в Европу в коммерческих целях из Веракруса в Севилью[60].
- 1590: Хосе де Акоста описывает чуньо в своих хрониках[18].
- 1596: Каспар Баухин, швейцарский ботаник, впервые описывает картофель с научной точки зрения в своём «Фитопинаксе», присвоив ему нынешнее биномиальное название Solanum tuberosum. Однако он предположил, что картофель может вызывать вздутие и проказу (из-за отдалённого сходства с проказными органами) и что он является афродизиаком[18].
- До 17 века: арбуз встречается в травах материковой Европы, за пределами Испании. Он также начинает распространяться среди коренных американцев[30].
- Конец 16-17 веков: огурцы, наряду с кукурузой, фасолью, кабачками, тыквами и тыквами, выращиваются коренными американцами на территории современных южных Соединённых Штатов, а позже и в районе Великих равнин[30].

## 17 век
- 17 век: Впервые появляется игристое вино[61]
- ~1600: Уильям Шекспир упоминает корабельное печенье в «Как вам это понравится», больше напоминающее современные крекеры[55].
- 1605: Упоминание слоёного теста, приготовленного путём помещения масла между листами раскатанного теста[55].
- 1605: Упоминание о раскатанных вафлях[55].
- 1609: Пробная посадка в Вирджинии — первое выращивание риса в Соединённых Штатах[22].
- 1625: Арбузы широко распространены в Европе как второстепенная садовая культура[30].
- 1629: Первое появление арбузов в Северной Америке, в Массачусетсе[30].
- ~1650: Арбузы распространены по всему Новому Свету[30].
- 1650—1765: Распространение выращивания картофеля в Нидерландах[18].
- 1651: Правительство санкционирует выращивание картофеля в Германии[59].
- 1662: Британское королевское общество спонсирует выращивание картофеля[59].

## 18 век

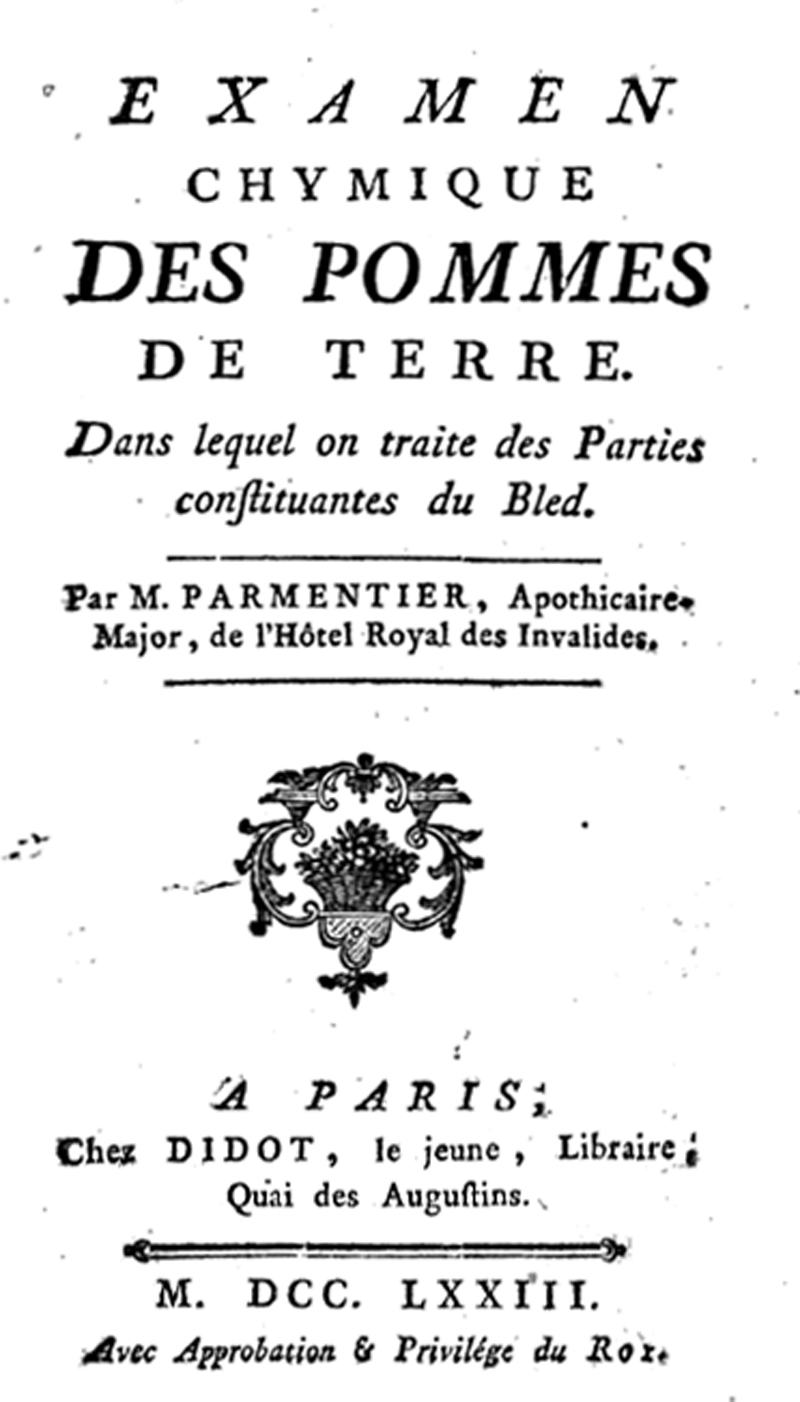
Трактат An examen chimique du pommes de terre Антуана-Огюстена Пармантье способствовал распространению картофеля во Франции.

- 18 век: Суфле появляется во Франции. Торты и выпечка также начинают появляться благодаря увеличению доступности сахара и распространению профессии повара[61].
- 18 век: В Неаполе начинает появляться пицца[62].
- Начало 1700-х годов: Появление картофеля в России[59].
- ~1700: Игристое пиво, каким мы его знаем, появляется благодаря выдержке в бутылках[61].
- 1719: Картофель впервые завезён в Северную Америку: шотландско-ирландские поселенцы привозят его в Нью-Гэмпшир[59].
- 1740: Суровая зима 1740 года повредила многие посевы, но не картофель, что ускорило его распространение в Европе[18].
- 1760: Эгг-ног был изобретён в Северной Каролине и стал распространённым алкогольным напитком[63].
- 1767: В Лидсе, Англия, упоминается газированная вода[64]
- 1770: Картофель завезён в Австралазию капитаном Джеймсом Куком[59].
- 1772: Антуан-Огюстен Пармантье подписывает договор Examen chymique des pommes de terres, способствующий внедрению картофеля во Франции[65].
- 1774—1779: В Северной Америке появляются первые магазины по продаже мороженого[66].
- 1778: Капитан Джеймс Кук завозит арбузы на Гавайские острова[30].
- 1794: Картофель наконец прочно стал частью голландской кухни[18].

## 19 век
- Начало 1800-х годов: фермеры Западной Африки начали экспортировать пальмовое масло[35].
- 1800-е годы: Новые сорта картофеля завозятся из Чили в Европу в попытке повысить устойчивость европейского картофеля к болезням. Вместо этого импорт мог привести к увеличению или усилению уязвимости к грибку Phytophthora infestans[18].
- 1801: Компания GH Bent начинает производить крекеры Bent’s, один из первых продуктов питания под торговой маркой[18].
- 1802 Первый современный процесс производства сухого молока был изобретён русским врачом Осипом Кричевским в 1802 году. Первое промышленное производство сухого молока было организовано русским химиком М. Диршофом в 1832 году. В 1855 году Т. С. Гримвейд получил патент на сухое молоко. Процесс сушки молока, хотя Уильям Ньютон запатентовал процесс вакуумной сушки ещё в 1837 году.
- 1835: Изобретён разрыхлитель[61].
- 1837: Картофельное суфле изобретено случайно[59].
- 1841: Эдмон Альбиус, 12-летний раб, живший на французском острове Реюньон в Индийском океане, обнаружил, что ваниль можно опылять вручную . Ручное опыление позволило выращивать растение по всему миру[67].
- 1843: Нэнси М. Джонсон изобретает морозильник с ручным управлением, которому приписывают быстрое распространение мороженого[66].
- 1845—1852: Инфекция фитофтороза картофеля приводит к голоду в Ирландии, убивая или вынуждая эмигрировать 1,5 миллиона ирландцев[18].
- 1867: Чарльз Фельтман изобрёл хот-дог в своём ларьке на Кони-Айленде, штат Нью-Йорк, соединив сосиску с хлебной булочкой[68].
- 1869: Ипполит Меж-Мурье изобретает маргарин[69], получив приз, предложенный Наполеоном III за изобретение подходящего заменителя сливочного масла . Однако в оригинальном заменителе вместо растительных масел использовался говяжий жир[70].
- 1886: Канада запрещает маргарин[70].
- 1892: Начало экспериментальных плантаций риса в Австралии, в Новом Южном Уэльсе[22].

## 20 век
- 1885—1904: В зависимости от утверждений, диапазон изобретения современного гамбургера[71].
- 1905: Стамен Григоров открыл Lactobacillus bulgaricus, бактерию, продуцирующую молочную кислоту, которая является истинной причиной существования натурального йогурта[72].
- 1920-е годы: картофель фри появился в Соединённых Штатах благодаря вернувшимся солдатам Первой мировой войны[59].
- 1948: Канада снимает запрет на маргарин[73].
- 1958: Момофуку Андо из Nissin Foods в Японии изобрёл лапшу быстрого приготовления . Она была запущена в производство в том же году.
- 1960: Изобретение водяного пистолета для картофеля облегчает массовое производство картофеля фри в ресторанах быстрого питания[59].

## 21 век
- В 2013 году профессор Марк Пост из Маастрихтского университета первым доказал концепцию культивированного мяса, создав первую котлету для гамбургера, выращенную непосредственно из клеток. С тех пор другие прототипы культивированного мяса привлекли внимание средств массовой информации: SuperMeat открыла ресторан «От фермы до вилки» под названием «The Chicken»[74].